# 다래끼
다래끼(영어: stye, styes, hordeolum), 맥립종(중국어: 麥粒腫), 안검염(眼瞼炎)은 속눈썹 모낭의 피지 짜이스샘의 염증 또는 몰샘(Moll's gland)의 아포크린 땀샘의 염증이다. 다래끼는 보통 황색포도상구균에 의해 발병한다.

## 증상
첫 증상은 돌출부의 중앙에 조그마한 노란 점이 나타나 고름으로 발전하여 그 부위에서 확장되는 것이다.
그 외의 증상은 다음과 같다:
- 위아래 눈꺼풀의 혹
- 눈꺼풀의 부분적인 부풀어오름
- 부분적인 통증
- 충혈
- 따가움
- 눈의 작열감
- 안구의 가려운 느낌
- 흐릿해 보임
- 눈의 염증[10]
- 빛에 민감해짐
- 눈물
- 깜박이는 동안 불편함[11]
- 눈의 이물감

## 같이 보기
- 콩다래끼